# Bernard Redwood
Bernard Boverton Redwood (ur. 28 listopada 1874 w Finchley, zm. 28 września 1911 w Hampstead) – brytyjski motorowodniak, dwukrotny mistrz olimpijski.
Jeden raz startował w igrzyskach olimpijskich. W 1908 roku w Londynie zdobył (razem z Thomasem Thornycroftem i Johnem Field-Richardsem) dwa złote medale – w klasie poniżej 60 stóp i w klasie 6,5–8 m.
Zmarł w wieku 36 lat na zapalenie płuc.